# الترجمة الصوتية للمصريين القدماء

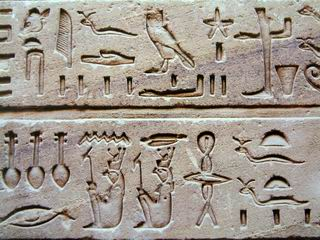

في مجال علم المصريات ، الترجمة الصوتية للمصريات القديمة هي عملية تحويل (أو رسم خرائط) النصوص المكتوبة باللغة المصرية إلى رموز أبجدية تمثل الهيروغليفية أحادية الحرف أو نظائرها الهيراطيقية والديموطيقية . تسهل هذه العملية نشر النصوص في المواضع التي يكون إدراج صور أو رسومات لوثيقة مصرية فعلية غير عملي فيها.
التحويل الصوتي ليس هو نفسه النسخ (التملية) . يسعى النسخ إلى إعادة إنتاج نطق النص. على سبيل المثال، اسم مؤسس الأسرة الثانية والعشرين تحول صوتيا إلى ششنق لكن تنسخ شوشنق .